# Свешников, Василий Константинович
Васи́лий Константи́нович Све́шников (1 января 1758, Санкт-Петербург — не позднее 1817) — русский механик, руководитель (совместно с О. И. Шишориным) Инструментального класса Императорской Академии художеств (1785—1794), главный мастер «математико-физических мореходных инструментов» Черноморского флота (1794—1816).

## Биография
Василий Константинович Свешников родился 1 января 1758 года в Санкт-Петербурге в семье гравера Академии наук. Второй из, по крайней мере, восьми детей в семье; старший брат Андрей Константинович Свешников (1756 — 2 января 1837, Санкт-Петербург) — впоследствии художник-рисовальщик, преподаватель Первого кадетского корпуса, надворный советник.
21 апреля 1764 года братья Свешниковы были зачислены в только что открытое Воспитательное училище при Академии художеств. Поскольку в училище принимались «младенцы» 5-6 лет, возраст Андрея и, как следствие, Василия Свешниковых при поступлении был занижен; впоследствии во всех документах годом рождения В. К. Свешникова указывался 1760-й.
После Воспитательного училища В. К. Свешников состоял в классе «механических искусств» Императорской Академии художеств. 15 сентября 1779 года выпущен подмастерьем (именно с этого дня впоследствии исчислялся срок его государственной службы), «за успех в механике» удостоен Золотой медали. Осенью 1780 года вместе со своим давним, начиная с поступления в Воспитательное училище, однокашником Осипом Шешолиным был направлен для завершения обучения в Англию. Финансовое обеспечение поездки предоставили спонсоры, давние деловые партнёры Академии художеств «коронно поверенные Иван Иванович Голиков и его брат капитан Михаил Степанович Голиков», выделившие 1000 рублей и обещавшие ещё 2000. Два года спустя В. К. Свешников и О. И. «Шишорин» (именно так Осипа Шешолина, впоследствии знаменитого русского инструментального мастера, начали называть в переписке с Англией и продолжали именовать всю его дальнейшую жизнь) вынуждены были обратиться в Академию художеств с просьбой о помощи: «…Небезызвестно вам, Высокопочтенному Совету, что первые наши благодетели господа Голиковы от случившегося с ними нещастья пришли в крайнюю скудость и к горестному нашему нещастью недавно уведомили нас, что более нам помогать не в состоянии». Свешников с Шишориным остались в Лондоне без гроша, наделали долгов на 100 фунтов стерлингов (более 600 руб.), домохозяин добился их ареста. Академия художеств выслала им 600 рублей «с зачетом оныя по приезде или работою, или чем другим за благо разсуждено будет», президент Академии И. И. Бецкой из собственных средств добавил заимообразно ещё 200 рублей. Священник Яков Смирнов, по поручению Совета Академии «присматривавший» за подмастерьями, получил у банкира 300 рублей и выкупил обоих из долговой тюрьмы.
Сегодня командировка В. К. Свешникова и О. И. Шишорина трактуется в Великобритании как классический пример промышленного шпионажа: «Осип Иванович Шишорин пять лет работал с Джоном Стэнклиффом <John Stancliffe>; Василий Константинович Свешников провел пять лет с Саймоном Спайсером <Simon Spicer>. По возвращении домой, отчитываясь за <израсходованные во время пребывания в Англии> средства, они объясняли, что вынуждены были подкупать <bribe> рабочих, располагавших нужными сведениями <knowledgeable workmen>, чтобы раздобыть <acquire> информацию, которую эти мастера не должны были раскрывать иностранцам». Сами мастера впоследствии писали о своем «промышленном шпионаже» гораздо проще: «Изыскивая к успехам нашим наипервейшие способы, принуждены были часто покупать за деньги от знающих художников то, чего без того узнать было невозможно».

В. К. Свешников и О. И. Шишорин вернулись в Россию в августе 1785 г. на корабле «Александер», имея при себе аттестаты следующего содержания:
Лондон, сентября 21, 1784. Сим свидетельствую, что Осип Шишорин (тож Василий Свешников), будучи у меня два года для совершения приобретенного им знания прежде прибытия в Англию в отделывании математических инструментов, прилежностью и вниманием своим получил великие успехи и ныне может отделывать главнейшие в художестве сем инструменты. Сверх того дозвольте ещё прибавить, что поступки его в бытность со мною были весьма честны и поведение достойно всякого почтения. В подлинном подписано: John Stanclif/Semon Spicer.

В декабре 1785 года О. И. Шишорин и В. К. Свешников обратились к Совету Академии: 
...Потому что намерение Совета было поручить нам обучение класса делания инструментов, то мы и просим, дабы оный Высокопочтенный Совет благоволил согласно своему обещанию признать нас мастерами и, поруча означенный класс, определить нам таковое жалование, чтоб как заимообразные 800 рублей вовремя нам выплатить и на обучение учеников материалы и инструменты тратить, так и себя без нужды содержать можно было».
 Совет определил назначить их обоих вместе руководить Инструментальным классом и положить каждому жалования по 200 руб. в год с казенной квартирой, дровами и свечами.
23 апреля 1788 года в церкви Св. Апостола Матфея, что на Петербургском острову, В. К. Свешников был обвенчан с «дочерью выборгского мещанина Ивана Выбора» Екатериной.

23 декабря 1792 года президент Императорской Академии художеств И. И. Бецкой, которому при учреждении Академии было предоставлено право «жаловать чинами», писал Совету: 
По представлению оного Совета за долговременную добропорядочную службу и усердие к должности произведены мною находящиеся при оной Академии математического и механического инструментального дела мастера Василий Свешников и Осип Шишорин... в титулярные советники; почему благоволит почтенный Совет, объявя им те чины, привести к присяге.

Почти десять лет Свешников и Шишорин отрабатывали долг, возвращая по мере возможности в кассу Академии по 10-15 руб. Только в 1794 г. Василию Константиновичу удалось вырваться из кабалы; 26 февраля он писал Совету Академии: 
...Я, ведая, что при обучении ...удобно быть мастером одному, нежели двоим, вознамерился искать себе щастия в другом месте, чего для Императорской Академии художеств Высокопочтенный Совет покорнейше прошу, дабы благоволено было меня нижайшего от Академии уволить...
Оставшийся долг (137 руб. 40 коп.) разрешено было зачесть оставляемыми в классе личными инструментами. Практически немедленно В. К. Свешников «по желанию …поступил в Черноморский флот и …Черноморским Адмиралтейским Правлением определён в Николаевский порт мастером физических и математических инструментов». От Академии художеств ему был выдан аттестат, а также пропуска в Херсон двум «ученикам 5-го возраста», Ивану Левонтьеву и Ивану Смуровскому, последовавшим за ним в Николаев «для исправления разных по его мастерству работ».
Два года спустя, 8 апреля 1796 г., совершенно так же уволился из Академии Осип Шишорин, немедленно ставший руководителем мастерской по выпуску навигационных приборов на Адмиралтейских верфях в Санкт-Петербурге, то есть занявший на Балтийском флоте пост, практически аналогичный занимаемому В. К. Свешниковым на Черноморском.
12 июля 1800 года В. К. Свешников был произведен в 8-й класс и стал, таким образом, потомственным дворянином; 2 февраля 1809 года — в «главные мастера 7-го класса». За 35-летнюю службу 25 мая 1810 года «Всемилостивейше пожалован за особенное усердие по службе, показанное искусство и труды в делании мореходных физических и математических инструментов и за обучение сему художеству адмиралтейских мастеровых кавалером ордена Святого Равноапостольного князя Владимира 4-й степени».
В 1816 году, очевидно, вышел в отставку; 13 сентября в должности главного мастера его сменил старший сын Иван.
На день отставки имел «три души в Николаеве».
После отставки никаких сведений о нём не обнаружено. «Вдова чиновника 7-го класса Василия Свешникова, бывшего по Морскому ведомству мастером физических и математических инструментов, вошла с прозьбою о назначении ей пенсии…» в Инспекторский департамент Морского Штаба 7 июня 1830 года; в течение многих лет предполагалось, что В. К. Свешников скончался незадолго до этой даты. Однако в метрической книге николаевского Адмиралтейского собора за 1817 год была обнаружена запись о рождении незаконного сына Алексея у Ксении Ивановой, «крепостной девки умершего мастера 7-го класса Свешникова».

## Семья
Дед, Алексей Данилович Свешников (род. ок. 1694 — ум. после 1752), печатник Санкт-Петербургской Синодальной типографии (уже в 1739 г. — «отставной»), жил с женой Марией Михайловной (род. ок. 1706 — ум. в 1750) и детьми (помимо старшего сына Константина, отца В. К. Свешникова, известны дочери Агриппина, Прасковья и Ефимия, а также умершие в детском возрасте Василий и Никита) на собственном дворе в приходе Матфеевской церкви на Петербургском острове.
Отец, Константин Алексеевич (ок. 1728 — 19 апреля 1796 года, Санкт-Петербург), ученик, затем подмастерье Фигурной палаты Академии наук, после свадьбы, в 1758 г., купил дом «на Петербургском острову в приходе Введенской церкви». В марте 1761 года куратором Московского университета графом И. И. Шуваловым был затребован «для отпечатания к станку» в Гравировальный класс Императорской Академии художеств, «в рассуждение недавнего заведения оной Академии», где и прослужил гравером-печатником до отставки в 1794 г.
Мать, Агриппина Ивановна (1740 — между 1780 и 1794) — дочь «Двора Ея Императорского Величества служителя» Ивана Андреева.
Первая жена — Екатерина Ивановна (род. ок. 1765 — не позднее 1802), дочь выборгского мещанина Ивана Выбора (вероятно, фин.: Виибури). В 1792 году в исповедной ведомости церкви Андрея Первозванного на Васильевском острове «Академии художеств механика Василия Свешникова жена Екатерина Иванова», 27 лет, упоминается в числе служителей при доме академика Федота Шубина, знаменитого скульптора.
Вторая жена (с 20 августа 1802 года) — Екатерина Алексеевна, «племянница титулярного советника Митрофана Свияшко».
Старший сын — Иван (ок. 1789, Санкт-Петербург — 5 июля 1833 года, Николаев), в службе с 1 мая 1805 года вольноопределяющимся унтер-офицерского чина, с 13 сентября 1816 года помещён на место отца, «переименован в главные мастера мореходных математических и физических инструментов». 2 января 1817 года произведён в 12-й класс, 24 августа 1827 года «переименован в поручики со старшинством в чине 12-го класса», 15 апреля 1831 года произведён в капитаны. Помимо руководства «математико-физическим заведением», числился смотрителем «Библиотеки и Музеума, Черноморскому департаменту подведомственных». Был женат на Александре Николаевне Митюшевой (ок. 1792 — после 1870), дочери николаевского купца.
В последнем перед отставкой формулярном списке В. К. Свешникова, помимо сына Ивана, указаны сын Семён и дочь Елена (и не упомянуты сын Василий, родившийся в Петербурге 20 февраля 1789 г., и дочь Евдокия, 16 октября 1810 г. в возрасте 17 лет вышедшая в Николаеве замуж за штаб-лекаря Тихона Летниковского). При этом обстоятельства рождения старшего сына Ивана неясны. Возраст, указанный в его собственных формулярных списках, соответствует 1786—1787 году рождения (то есть до венчания родителей), запись о его рождении в метрических книгах церквей Санкт-Петербурга за 1788—1794 годы не обнаружена (едва ли Иван Свешников мог родиться позже, в Николаеве, так как венчался он уже в ноябре 1809 года). В 1848 году его старший сын Андрей (1814—1869), выпускник Горного кадетского корпуса, смотритель Серебрянского завода, родившийся до даты старшинства его отца Ивана Васильевича в воинском чине XII класса и не имевший права претендовать на дворянское достоинство по этому основанию, получил отказ в признании потомственного дворянства по заслугам деда (В. К. Свешникова, по ордену св. Владимира 4-й степени), поскольку не смог представить свидетельства о законном рождении отца. В то же время ни один незаконнорожденный младенец, родившийся в 1785—1788 г.г. в Петербурге и крещённый Иваном, с И. В. Свешниковым также не идентифицируется.
Любопытно, что сразу три внука В. К. Свешникова — Дмитрий, Александр и Иван Ивановичи — вышли в отставку контр-адмиралами.
Их сестра Софья Ивановна была замужем за коллежским советником Николаем Ивановичем Голубовым (ок. 1789—1845), правителем канцелярии Николаевского и Севастопольского военного губернатора (административная должность, которую традиционно занимал главный командир Черноморского флота и портов). Правнуки: сын А. И. Свешникова Дмитрий Александрович (1864—1936) — в 1912 г. командир крейсера «Аврора», впоследствии контр-адмирал, в 1916—1917 г.г. — начальник Моонзундской позиции; сын И. И. Свешникова Митрофан Иванович (род. в 1862) — известный юрист, приват-доцент Санкт-Петербургского университета, автор книг «Основы и пределы самоуправления» (1892) и «Курс государственного права». Внук Д. И. Свешникова Ю. В. Каннабих (1872—1939) — крупнейший советский психиатр, председатель Русского психоаналитического общества, автор фундаментальной «Истории психиатрии» (1928); внук С. И. Голубовой В. А. Всеволожский (1872—1943) — член РСДРП с 1898 года, видный меньшевик, в 1917 г. — председатель Вятского Совета рабочих депутатов.